# 383 Madison Avenue
383 Madison Avenue, tidigare Bear Stearns Building, är en skyskrapa på Manhattan i New York, New York i USA. Skyskrapan ägs av den amerikanska globala affärsbanken J.P. Morgan Chase sedan 2008, när de förvärvade den konkursande investmentbanken Bear Sterns i och med finanskrisen 2007–2008. Sedan slutet av 2010-talet, använder J.P. Morgan Chase skyskrapan som ett temporärt huvudkontor, efter att de rev sitt gamla för att uppföra ett nytt, det nya ska stå klar tidigast 2024.
383 Madison Avenue uppfördes mellan 1999 och 2001. Skyskrapan är 230,25 meter hög och har 47 våningar.